# Jean Ginibre
Jean Ginibre (Clermont-Ferrand, 1938) é um físico matemático francês.
Ginibre obteve um doutorado em 1965 na Universidade de Paris. É atualmente diretor de pesquisas emérito do Centre national de la recherche scientifique (CNRS) da Universidade de Paris-Sul em Orsay, onde foi professor desde o início da década de 1970.
Ginibre provou em 1965 a distribuição uniforme (assintoticamente, a medida que n se aproxima do infinito) no disco unitário do plano complexo dos autovalores de matrizes aleatórias normalizadas n × n com distribuição de Gauss elementos da matriz estatisticamente independentes (lei circular). As matrizes aleatórios da forma descrita pertencem a um conjunto de Ginibre.
Em 1970 generalizou as desigualdades de Robert Griffiths (desigualdade de Ginibre). Griffiths formulou suas desigualdades em 1967 originalmente para correlações no modelo Ising de ferromagnetismo. Estas desigualdades servem como exemplo da prova do limite termodinâmico de correlações em vários modelos da mecânica estatística.
Em 1971 Ginibre provou, em parceria com Cees M. Fortuin e Pieter Willem Kasteleyn, a desigualdade FKG (de acordo com as iniciais dos autores).
Ginibre trabalha com mecânica estatística, equações diferenciais parciais não lineares (como a equação de Schrödinger), teoria da dispersão quantomecânica e teoria da difusão molecular.
Em 1969 recebeu o Prêmio Paul Langevin.